# Lista de recordes e conquistas de Madonna

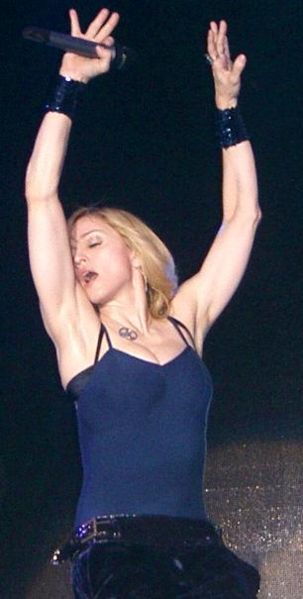
Considerada um dos maiores ícones musicais de todos os tempos, Madonna detém o título de Rainha do pop desde o começo dos anos 80.

Esta é uma lista com os maiores recordes obtidos, quebrados e/ou superados pela cantora, compositora e empresária americana Madonna desde o início de sua carreira musical e artística, em 1982.

## Recorde e conquistas globais e regionais
| † | Denota recorde quebrado por outro artista  |
| * | Denota recorde vinculado por outro artista |

| Recorde                                                               | Notas |
| --------------------------------------------------------------------- | --- |
| Artista solo feminina de maior sucesso                                | Em 2000, o Guinness Book of World Records listou Madonna como a segunda artista solo feminina de maior sucesso de todos os tempos. |
| Artista femenina que mais vendeu álbuns                               | Guinness World Records listou Madonna como a segunda artista feminina que mais vendeu álbuns em todos os tempos, com mais de 300 milhões de discos vendidos durante sua carreira. Anteriormente, a edição de 1998 do Guinness Book of World Records dizia: "Nenhuma artista feminina vendeu mais discos do que Madonna ao redor do mundo... que teve vendas totais de mais de 300 milhões". |
| Álbum mais vendido por uma mulher †                                   | De acordo com a edição de 1992 do Guinness Book of World Records, True Blue foi segundo álbum mais vendido de todos os tempos por uma mulher, com vendas de mais de 17 milhões até outubro de 1990. Atualmente, o título pertence a Whitney Houstonpelo álbum The Bodyguard Soundtrack (1992)                                                                                               |
| Álbum de remixes mais vendido por uma artista feminina                | You Can Dance (1987) vendeu mais de cinco milhões de cópias em todo o mundo. |
| Álbum de compilação mais vendido por um artista solo                  | The Immaculate Collection já vendeu mais de 30 milhões de cópias em todo o mundo. |
| Maior álbum de vendas da década de 1980 por uma mulher                | No final dos anos 80, True Blue tornou-se o álbum mais vendido da década por uma artista feminina. |
| Vídeo musical mais caro †                                             | Madonna realizou este recorde com "Express Yourself" (1989) e "Bedtime Story" (1995), com um custo de US$ 5 milhões cada. O recorde foi quebrado por "Scream" de Michael Jackson e Janet Jackson, que supostamente gastaram US$ 7 milhões em sua produção. |
| Maior troca de figurinos em um filme                                  | Em Evita (1996), Madonna mudou de figurino 85 vezes. |
| O vídeo single mais vendido de todos os tempos                        | "Justify My Love" foi certificado quatro vezes platina pela RIAA e vendendo meio milhão de unidades sem precedentes em julho de 1992 |
| Canção que mais ficou em primeiro lugar                               | Ela estabeleceu este recorde com "Hung Up" no topo de tabelas em 41 países |
| Álbum que mais ficou em primeiro lugar                                | Com Confessions on a Dance Floor no topo da tabela em 40 países. Também seu terceiro álbum de estúdio, True Blue detinha o recorde de número um na maioria dos países, liderando as paradas em um total de 28 países em todo o mundo |
| Maior entrada no número um no European Top 100 Albums                 | Seu terceiro álbum de estúdio True Blue passou 34 semanas consecutivas no topo, mais por qualquer outro álbum da história |
| Artista com mais singles no número um no European Hot 100 Singles     | Ela teve um total de 17 singles número um no chart, mais por qualquer outro artista[carece de fontes?] |
| Artista com mais singles número dois no European Hot 100 Singles      | Ela teve um total de 7 singles número dois no gráfico, mais por qualquer outro artista[carece de fontes?] |
| Turnê de maior bilheteria de todos os tempos por uma artista feminina | Originalmente, ela alcançou esse recorde com a Confessions Tour, arrecadando mais de US$ 194.7 milhões de 60 shows com 1.2 milhão de espectadores, e quebrou seu próprio recorde com a Sticky & Sweet Tour, com um público de 3.5 milhões em 32 países, arrecadando um total de US$ 408 milhões                                                                                             |
| Turnê de maior bilheteria de um artista solo †                        | Ela estabeleceu este recorde em 2009 com a Sticky & Sweet Tour (2008–2009), mas foi quebrado em 2013 por Roger Waters com The Wall Live (2010–2013). Sticky & Sweet Tour também foi a segunda turnê de maior bilheteria de todos os tempos |
| Turnê musical de maior bilheteria por concerto                        | Confessions Tour é reconhecido como a turnê de maior bilheteria por concerto na edição de 2007 do Guinness World Records, com US$ 3,2 milhões arrecadados por show. |
| Concerto de maior bilheteria na Escandinávia                          | Em Helsinki, Finlândia, a Sticky & Sweet vendeu mais de 85,000 ingressos, tornando-se o maior show individual de um artista na história de toda a Escandinávia |
| Artista mulher com maior público da história                          | Na praia de Copacabana, Rio de Janeiro, Brasil, Madonna reuniu mais de 1,6 milhão de pessoas no encerramento de sua turnê The Celebration Tour, tornando o maior show realizado por artista mulher de toda história mundial. |

## Ver Também
- Lista de recordistas de vendas de discos.